# Efter Fyraften
 Ikke at forveksle med filmen fra 1985, instrueret af Martin Scorsese, Efter fyraften.
Efter Fyraften er en dansk oplysningsfilm fra 1941.

## Handling
8 timers arbejde, 8 timers fritid, 8 timers søvn. Den velkendte tredeling af døgnet blev endelig indført i maj 1919 efter næsten 50 års faglig og politisk kamp for bedre forhold for arbejderklassen. Før bestod de fleste arbejderes liv i at slide, sove og spise. Det var et problem at få fri. I 1941 ser det ganske anderledes ud: Hvad skal man dog bruge al den fritid til? Hvad er meningen med den? 
Filmen giver flere bud på, hvordan man kan fordrive timerne efter fyraften og agiterer for, at den dyrebare fritid skal udnyttes fornuftigt. For dårligt anvendt fritid, giver dårligt udført arbejde, lyder formaningerne. Man bør derfor ikke kun fornøje sig på diverse forlystelsesetablissementer, men også udvide horisonten. Læse en bog. Gå på aftenskole og i studiekredse. Foren det nyttige med det behagelige. Især de unge får en løftet pegefinger med på vejen. De skal sørge for ikke havne i dårligt selskab og spilde tiden med kortspil, alkohol og cigaretter. I stedet bør de komme ud i det fri, dyrke noget sport eller holde arbejderferie i et landbohjem. For bruger man ikke sin fritid ordentligt, har man slet ikke ret til den. Med andre ord: fritid forpligter.